# Lieser (Gemeinde)
Lieser ist eine Ortsgemeinde im Landkreis Bernkastel-Wittlich in Rheinland-Pfalz. Sie gehört der Verbandsgemeinde Bernkastel-Kues an.

## Geographie
Lieser liegt an der Mittelmosel und ist nach der Lieser benannt, die westlich von Lieser in die Mosel mündet.
Durch den Ort fließt der Wiesgraben.
Das Dorf hat die Form eines auf den Kopf gestellten T, da viele Häuser unterhalb der Weinberge in Ufernähe erbaut wurden. Der ältere Teil des Unterdorfes weist wegen des intensiven Weinbaus eine enge Reihenhausbebauung mit dahinter liegenden Höfen auf. Überragt wird das Dorf von der spätbarocken Pfarrkirche St. Peter.

## Geschichte

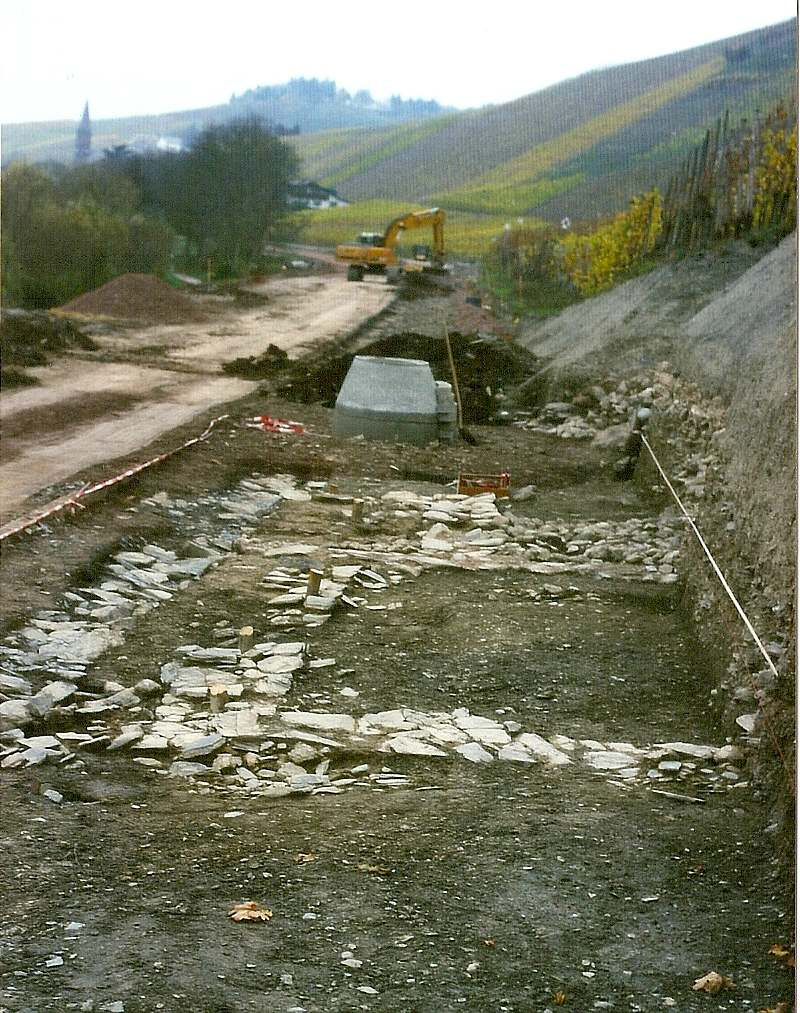
Römische Kelteranlage, entdeckt 2005, im Hintergrund links das Dorf

Nach archäologischen Funden reicht die Siedlungsgeschichte bis in die Römerzeit zurück. Zeugen dafür sind Überreste einer römischen Wasserleitung am Paulsberg oberhalb von Lieser, Oberflächenfunde von römischen Ziegeln sowie eine 2005 bei Straßenbauarbeiten entdeckte römische Kelteranlage am Moselufer. Diese lag unterhalb der Weinberge, etwa 500 Meter östlich vom Dorf, wurde aber nach einer Notgrabung wieder zugeschüttet.
Das Dorf wurde erstmals im Jahre 817 als „Lisura“ erwähnt.: S. 43. Nach Urkunden aus den Jahren 1085 und 1165 gehörte ein Großteil des Grundbesitzes in Lieser, „mitsamt der Kirche und deren Zehnten, Weinbergen und Ackerstücken …“ der Abtei Saint-Hubert in den Ardennen, die dem Bistum Lüttich unterstellt war.: S. 98f. Daneben besaß auch der Trierer geistliche Kurfürst um 1200 Grundbesitz in Lieser. Im Jahre 1575 verkaufte die Abtei St. Hubert ihren Grundbesitz an den Trierer Erzbischof Jakob III. von Eltz. Weitere Grundherren waren unter anderem die Kollegiatstifte St. Paulin und St. Simeon in Trier, sowie das Kloster Himmerod. Die Einwohner des Dorfes lebten zumeist vom Weinbau und waren als Pächter Dritteil- und Zehntpflichtig.: S. 154–159 u. 162. Weinzinsregister 1524 und 1638.
Erst mit der Säkularisation unter Napoleon wurden die Winzer Eigentümer der Weinberge.
Lieser lag an der Reichsstraße von Trier nach Mainz und verfügte über eine Moselfähre. Bedingt durch diese günstige Lage entstand in dem unbefestigten Dorf im frühen 16. Jahrhundert eine Poststation am Postkurs Brüssel – Augsburg – Innsbruck – Italien. Die exponierte Lage an der Reichsstraße hatte jedoch auch zur Folge, dass das Dorf häufig in Kriegszeiten geplündert wurde. In den Jahren 1693 und 1698, während der Eroberungskriege Ludwigs XIV., wurden in Lieser französische Schiffsbrücken zum schnelleren Truppentransport über die Mosel angelegt.
Bis zur Einnahme des Linken Rheinufers durch französische Revolutionstruppen im Jahre 1794 gehörte Lieser zum Hochgericht Bernkastel im Kurfürstentum Trier und stellte dort auch Schöffen. Im Jahre 1798, noch unter dem Direktorium, wurde Bernkastel zum Kantonshauptort. Im Jahre 1800 entstand unter Napoleon die „Mairie de Lieser“, zu der neben Lieser auch Kesten, Maring-Noviand, Filzen und Wintrich gehörten. Nach der Niederlage Napoleons wurden Filzen und Wintrich im Jahre 1815 der Bürgermeisterei Mülheim zugeteilt, während Wehlen und Kues (bis 1905) der Bürgermeisterei Lieser zugeordnet wurden. Beim Wiener Kongress wurden die Rheinlande mitsamt dem ehemaligen Kurfürstentum Trier und Lieser preußisch.: S. 447f. Seit 1816 gehörte Lieser zum Kreis Bernkastel im Regierungsbezirk Trier.
Eine Blütezeit erlebte Lieser in der zweiten Hälfte des 19. Jahrhunderts, als die Industriellenfamilie Puricelli nach der Einheirat des Freiherren Clemens von Schorlemer in den Jahren 1884–1887 Schloss Lieser im Westen des Dorfes errichtete. Bis zum Ende des 19. Jahrhunderts wurde das Anwesen zu einem Schloss erweitert. Kaiser Wilhelm II., der mit Schorlemer befreundet war, besuchte Lieser in den Jahren 1906, 1911 und 1913.: S. 474
Seit 1883 war Lieser an das Eisenbahnnetz angeschlossen und hatte einen eigenen Bahnhof an der Maare-Mosel-Bahn, die als Abzweiger der Moselstrecke von Wittlich-Wengerohr über Lieser nach Bernkastel-Kues führte und bis 1988 bestand.
Nach dem Bau einer Moselbrücke nach Mülheim wurde der Fährbetrieb am 9. April 1968 endgültig eingestellt.: S. 240. Seit 2002, nach dem Moselhochwasser von 2001 verfügt Lieser über einen Hochwasserschutzdamm anstelle des ehemaligen Eisenbahndammes.
Seit 1946 ist der Ort Teil des Landes Rheinland-Pfalz. Seit der Verwaltungsreform der 1970er Jahre gehört die Ortsgemeinde Lieser der Verbandsgemeinde Bernkastel-Kues an.

## Politik

### Gemeinderat
Der Ortsgemeinderat in Lieser besteht aus 16 Ratsmitgliedern, die bei der Kommunalwahl am 9. Juni 2024 in einer Mehrheitswahl gewählt wurden, und dem ehrenamtlichen Ortsbürgermeister als Vorsitzendem.
Die Sitzverteilung im Ortsgemeinderat:
| Wahl | FBL a             | WGK b             | WGS c             | WGZ d             | Gesamt   |
| ---- | ----------------- | ----------------- | ----------------- | ----------------- | -------- |
| 2024 | per Mehrheitswahl | per Mehrheitswahl | per Mehrheitswahl | per Mehrheitswahl | 16 Sitze |
| 2019 | 7                 | 9                 | –                 | –                 | 16 Sitze |
| 2014 | 9                 | –                 | 5                 | 2                 | 16 Sitze |

### Ortsbürgermeister
Christian Büscher (FBL Lieser) wurde am 5. Juli 2024 Ortsbürgermeister von Lieser. Bei der Direktwahl am 9. Juni 2024 war er als einziger Bewerber mit einem Stimmenanteil von 89,7 % für fünf Jahre gewählt worden.
Büschers Vorgänger Jochen Kiesgen hatte das Amt am 27. Juni 2019 übernommen. Bei der Direktwahl am 26. Mai 2019 hatte er 79,6 % der abgegebenen Stimmen erhalten. Kiesgens Vorgänger als Ortsbürgermeister war Reinhard Barthen.

### Wappen
Erst im Jahre 1935 erhielt Lieser ein eigenes Wappen. Dieses ist dreigeteilt:
- Schlüssel: Die zwei Schlüssel stehen für die beiden Lieserer Kirchen. Einerseits für die alte Paulskirche, die sich außerhalb des Ortes in den Weinbergen befindet, andererseits für die sich im Ort befindliche Petruskirche.
- Weinrebe: Die Weinrebe steht für den Weinbau, der in Lieser seit der Römerzeit nachweisbar ist.
- Posthorn: Das Posthorn im unteren Drittel des Wappens steht für den alten Posthof in Lieser, der im 16. und 17. Jahrhundert als Poststation an der von den Thurn und Taxis betriebenen Niederländischen Postroute von Brüssel nach Augsburg, Innsbruck und Italien genutzt wurde.

## Sehenswürdigkeiten
- Die 1782 erbaute Pfarrkirche St. Peter
- Paulskirche mit eingebauter Klause auf dem Paulsberg (vor 1500)
- Gründerzeitliches Schloss Lieser
- Alter Posthof, Ensemble aus dem 16. – 18. Jahrhundert
- Verschiedene alte Bürger- und Winzerhäuser
- Heimat- und Weinmuseum Lieser
- Der alte Marktbrunnen in der Hochstraße: Anlässlich der Sanierung des Marktplatzes und der Errichtung eines Basaltblocks mit einem Wasserlauf kam der alte Marktbrunnen in Vergessenheit. Auf Veranlassung des Heimatvereins wurde er an neuer Stelle wieder errichtet und restauriert. Er trägt das Wappen der Gemeinde.
- Paulushof: ehemaliges Kirchengelände, Pfarrhaus, Kelterhaus, Schlachthaus, Wohnhaus und Weinkeller. Umgestaltung und Sanierung der Gebäude zwischen 1999 und 2007.

## Wirtschaft

### Weinbau
In Lieser gibt es ca. 180 ha. Rebfläche.
Die bekanntesten Weinlagen sind:
- Lieserer Schloßberg, Lieserer Niederberg-Helden, Lieserer Rosenlay in der Großlage Kurfürstlay

### Tourismus
Den Touristen, die Jahr für Jahr Lieser besuchen, bietet sich ein großes Angebot an Hotels, Privatzimmern und Pensionen. Die Gästesaison erstreckt sich hauptsächlich von Anfang April bis Ende Oktober. Vor allem im Herbst, zur Zeit der Traubenlese, erlebt die Tourismusbranche ihren Höhepunkt. Größere jährlich stattfindende Feste sind das Straßenfest „Rund um den Lieserer Marktplatz“ am zweiten Wochenende im September, ferner am 1. Mai das Pfarrfest an der Paulskirche, die Weinvision Lieser, bei der Lieserer Winzer den Wein des Vorjahres präsentieren, die Peter- und Paulskirmes und das Backfischfest am letzten Septemberwochenende.
Bei Lieser treffen der von Trier bzw. Koblenz kommende Mosel-Radweg und der von Daun kommende Maare-Mosel-Radweg zusammen.

## Mit Lieser verbundene Persönlichkeiten

### In Lieser geboren
- Johannes von Lieser (um 1400–1459), Diplomat, Kleriker, Freund des Cusanus
- Matthias Glabus (um 1590–1648), von 1631 bis 1647 Abt im Kloster Himmerod
- Franz Anton Haubst (1745–1826), Kirchenrechtler und Hochschullehrer
- Karl Ferdinand Becker (1775–1849), Sprachforscher
- August Graf Kageneck (1922–2004), Journalist und Buchautor
- Theo Grumbach (1924–2000), Maler und Zeichner

### Wohnhaft in Lieser
- Clemens Freiherr von Schorlemer-Lieser (1856–1922), von 1910 bis 1917 Landwirtschaftsminister unter Kaiser Wilhelm II.

Impressionen
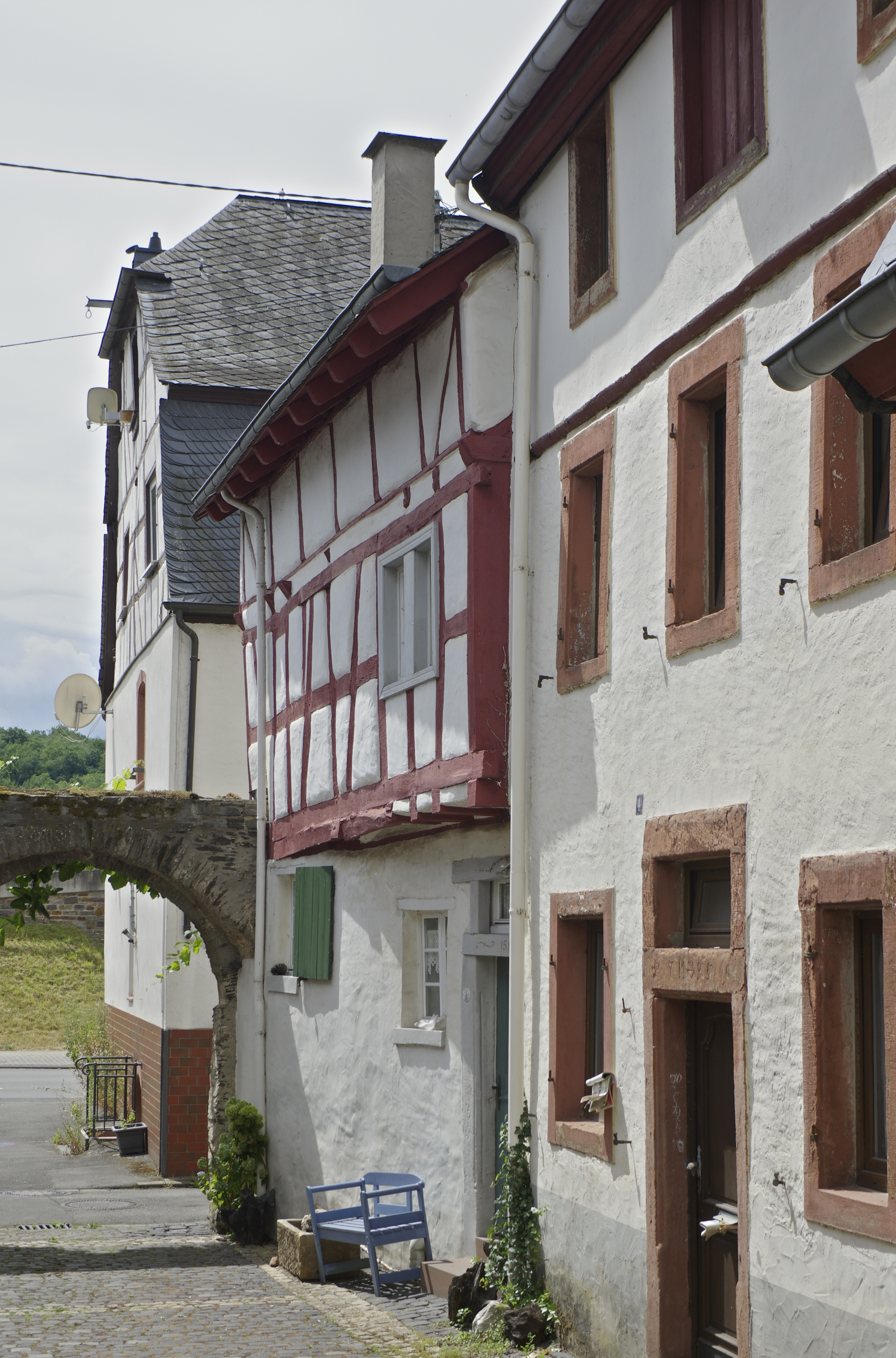
Häuser am Posthof
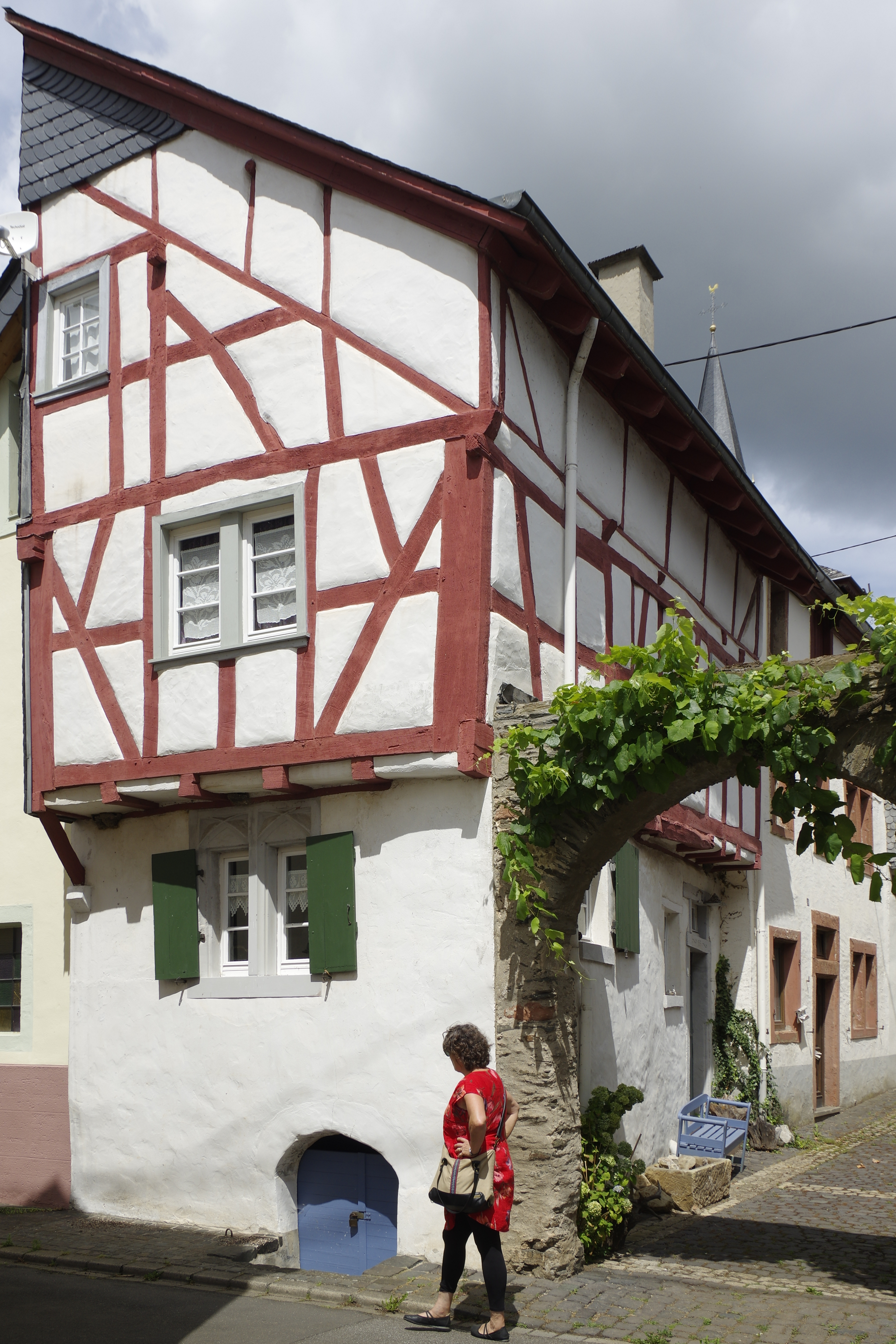
Am Posthof
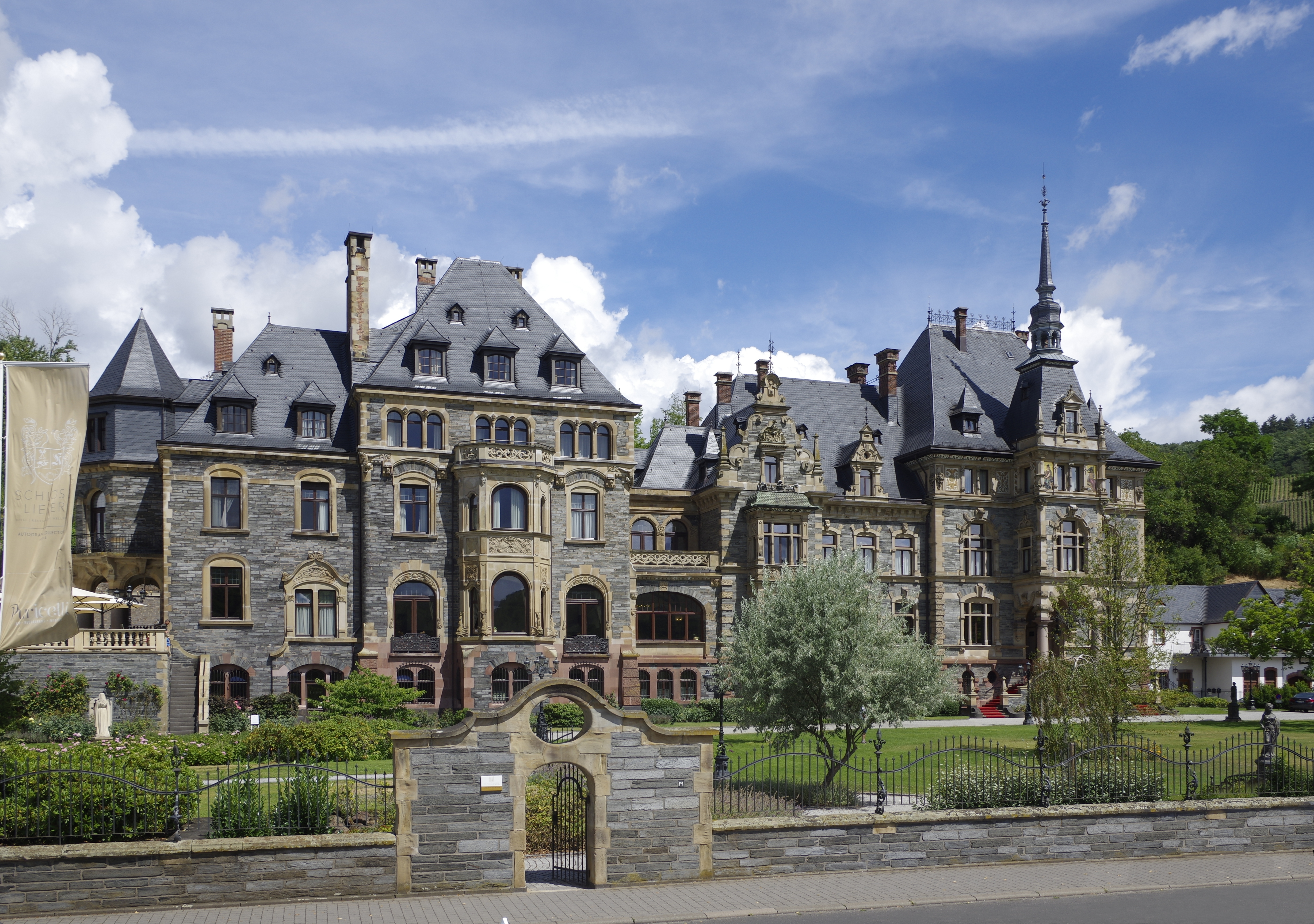
Schloss Lieser
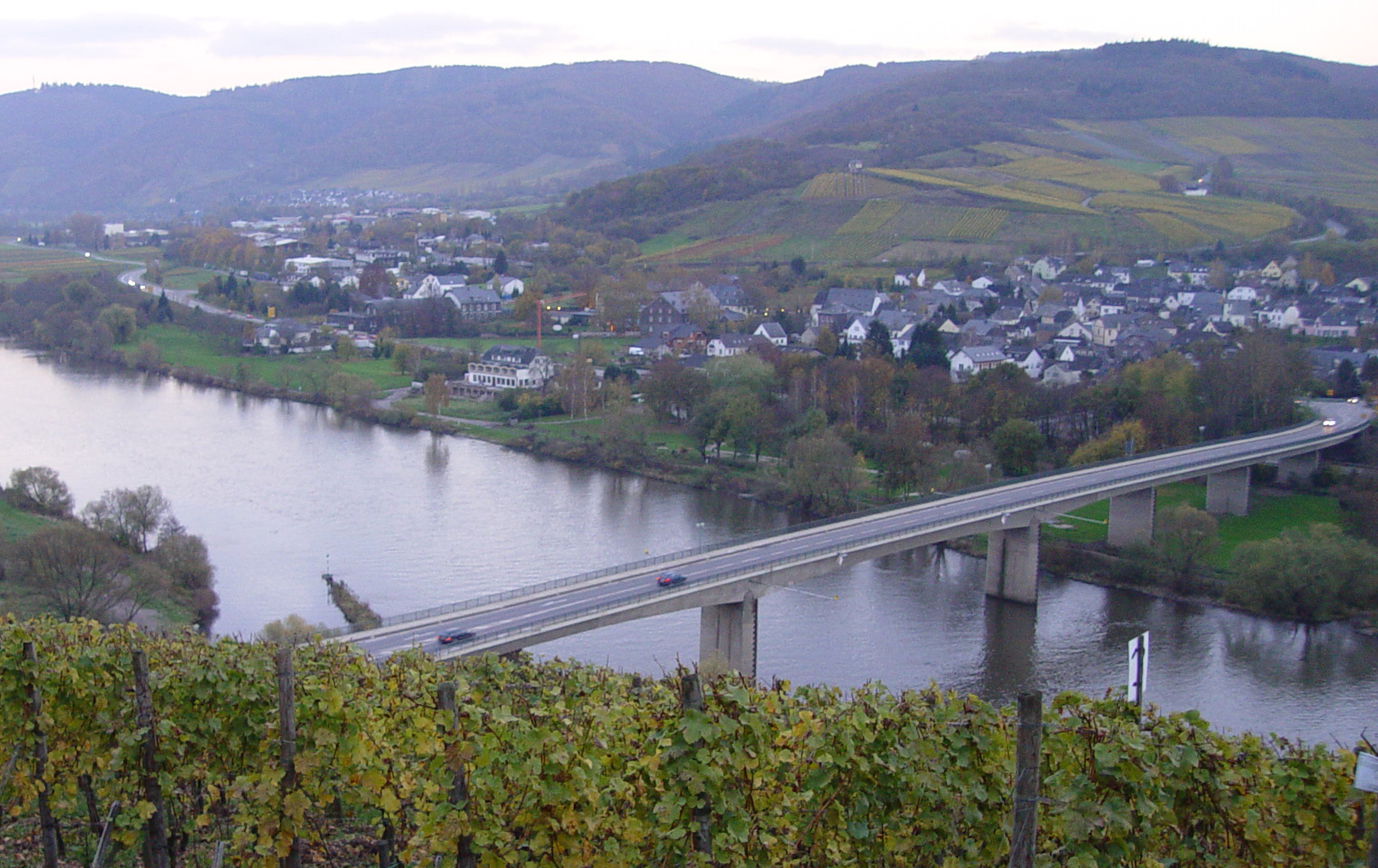
Brücke von Lieser nach Mülheim
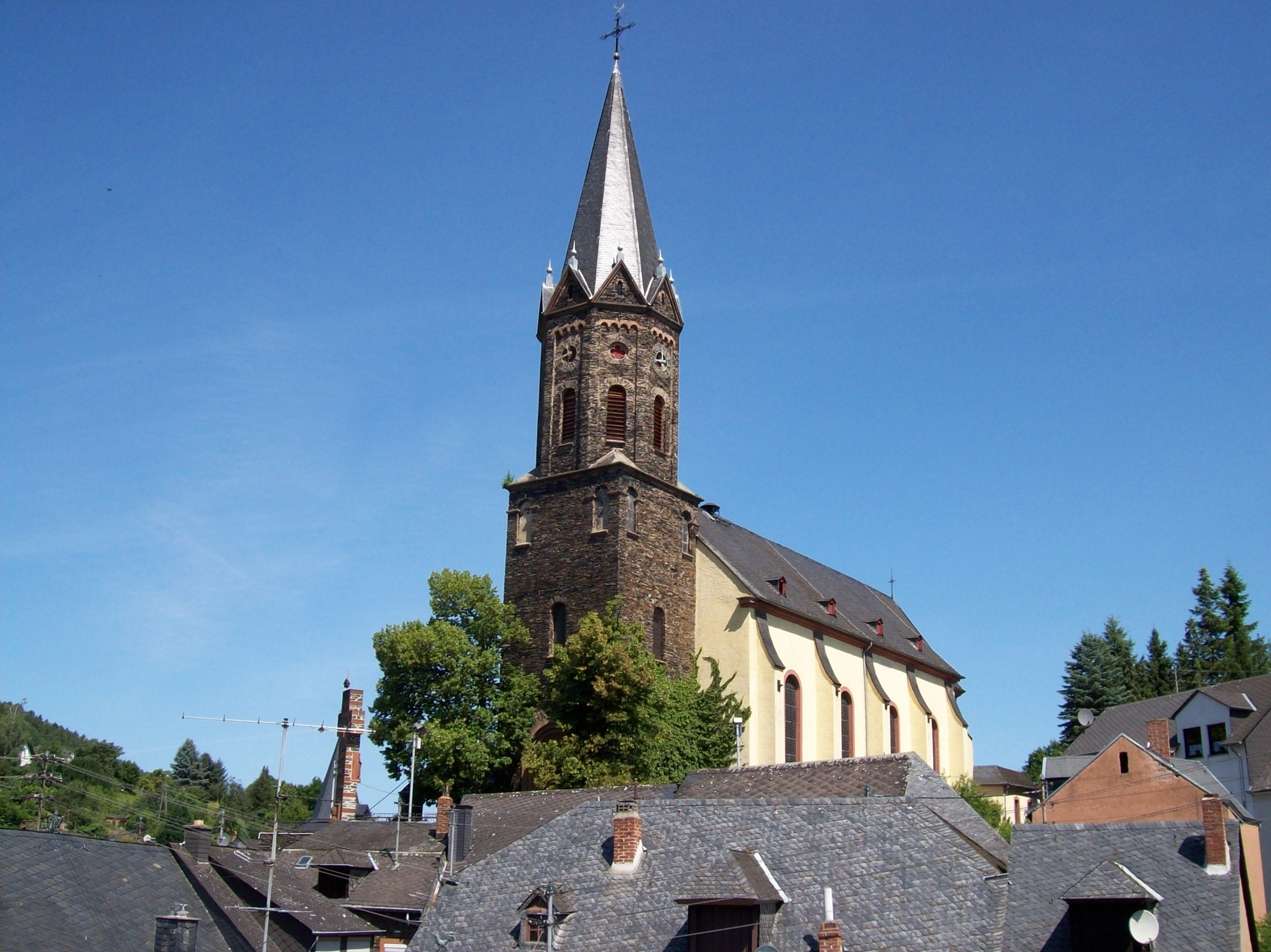
Katholische Pfarrkirche St. Peter
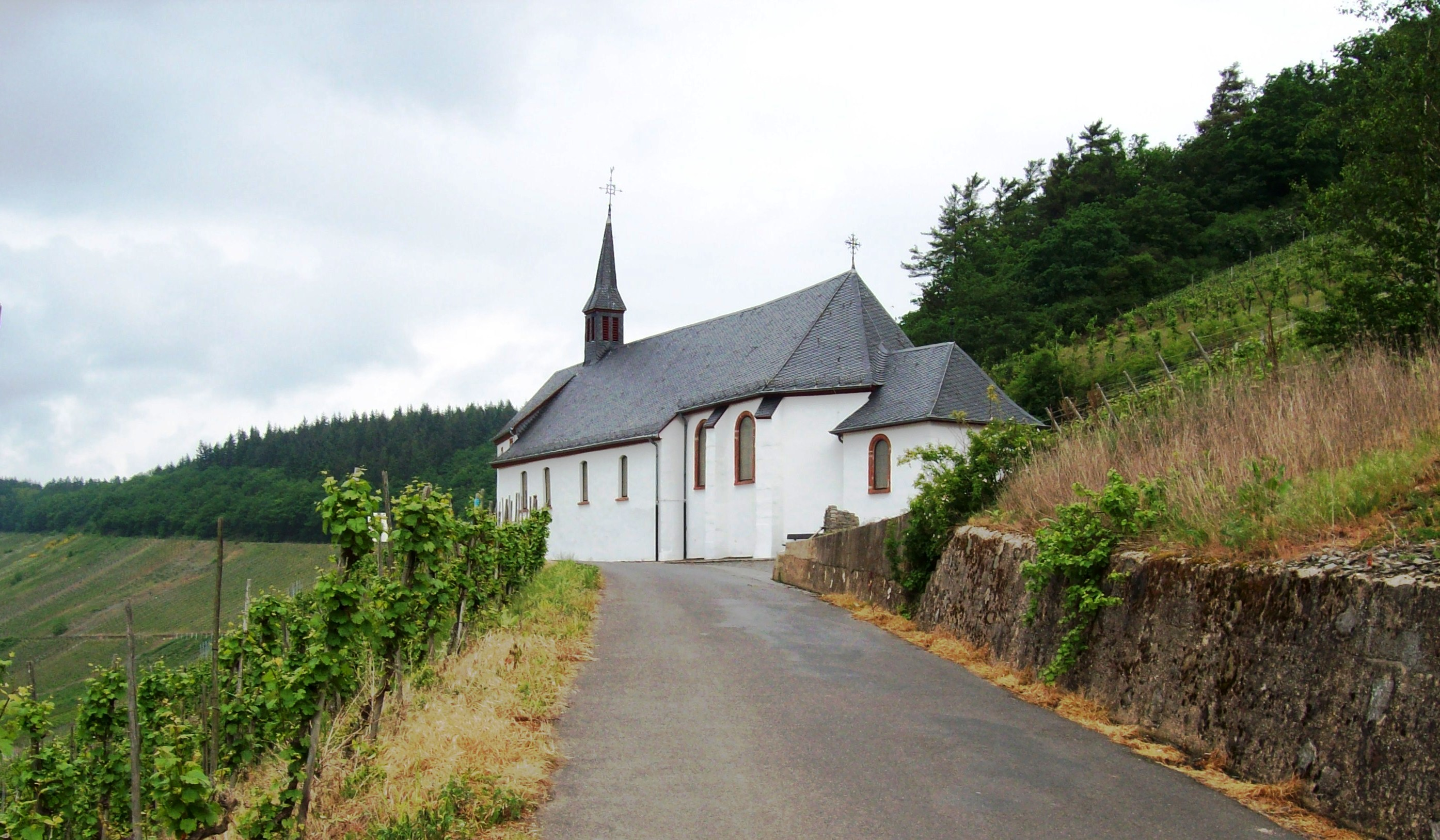
Paulskirche inmitten der Weinberge
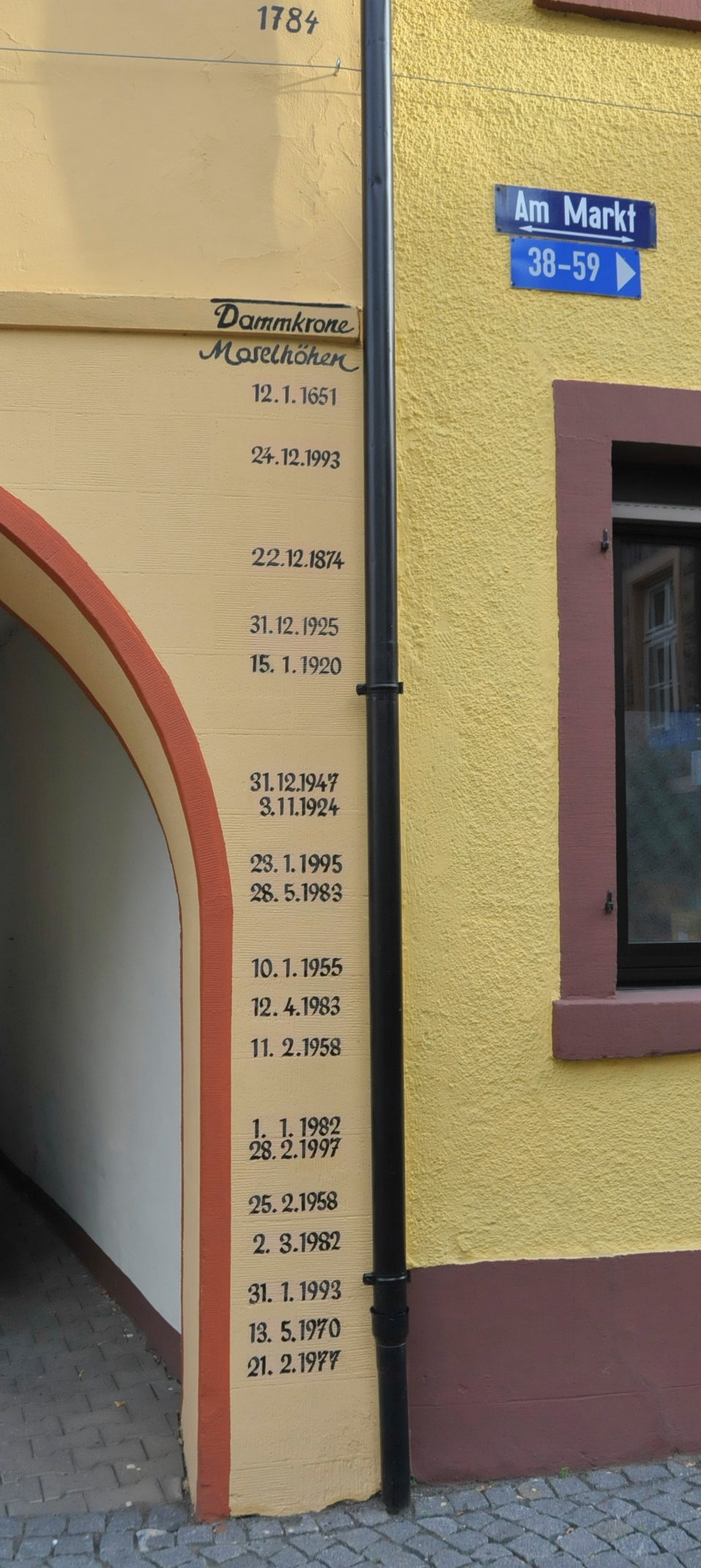
Hochwassermarken an einer Hauswand am Markt
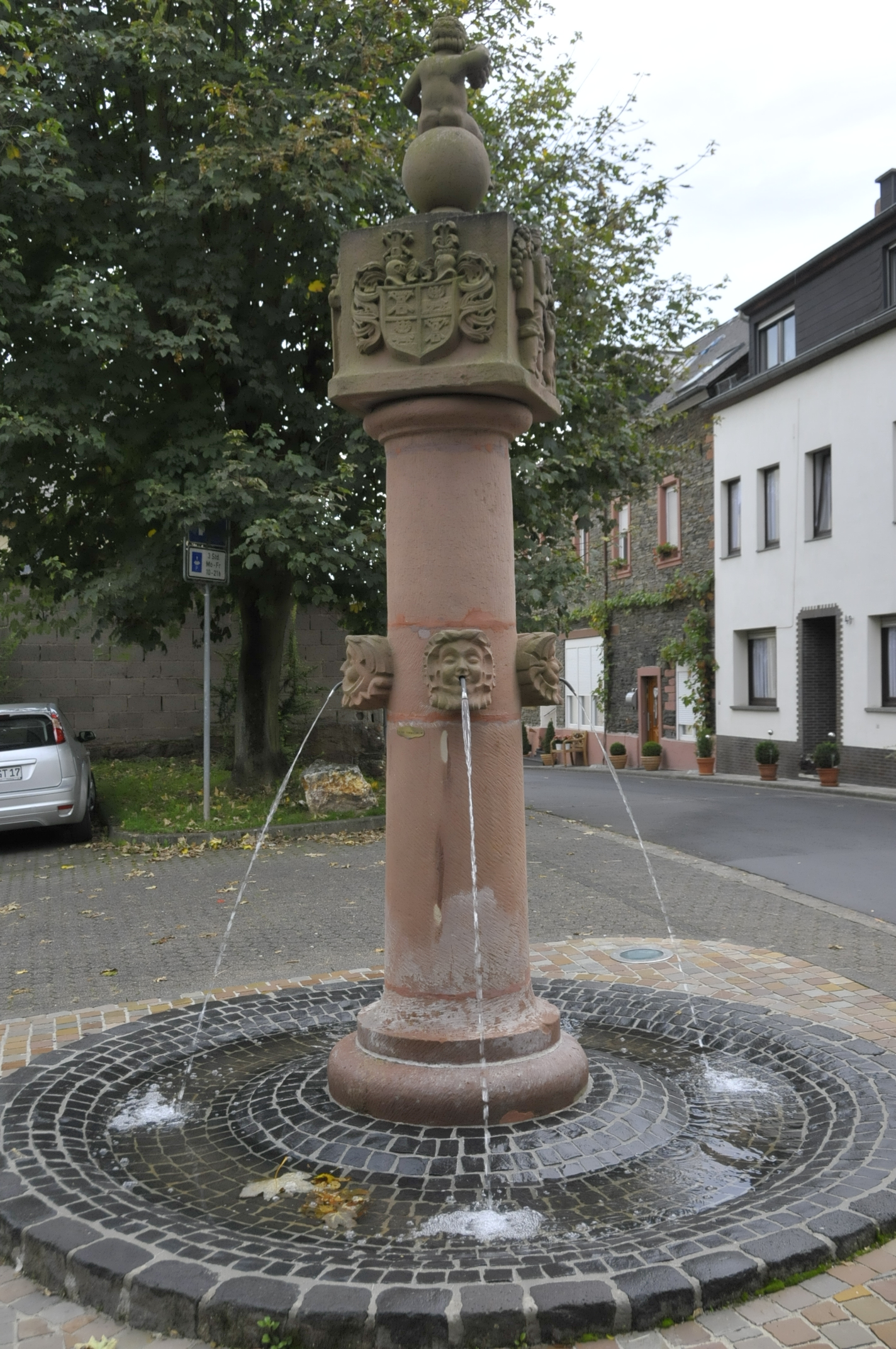
Alter Marktbrunnen, jetzt in der Hochstraße
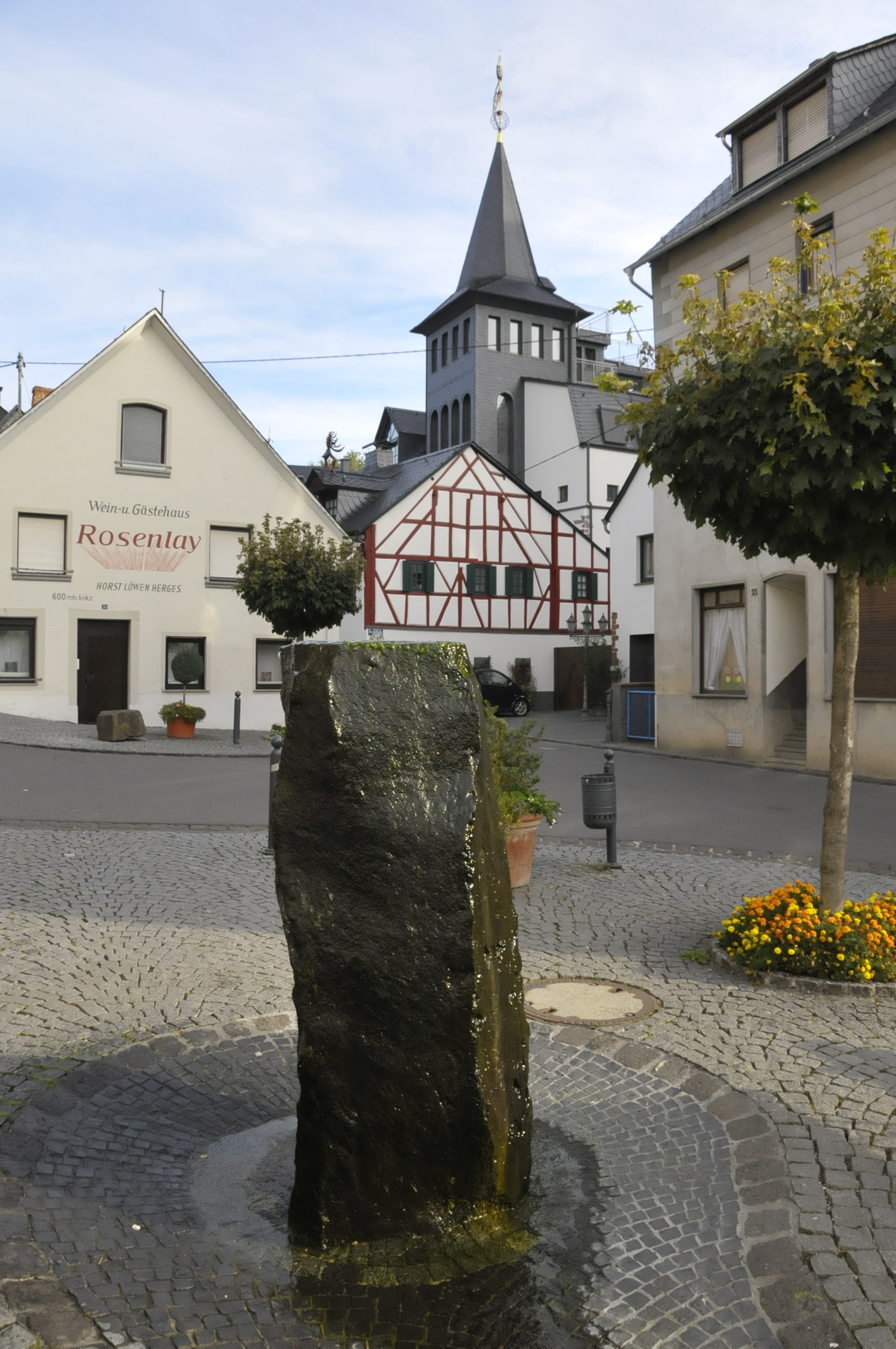
Neuer Marktbrunnen auf dem neu sanierten Marktplatz